# Берлинский музей кино
Берлинский музей кино (нем. Filmmuseum Berlin) — музей кинематографии в Германии. Был открыт как отделение Немецкой фильмотеки — Музея кино и телевидения в 2000 году.
В постоянной экспозиции представлены экспонаты из истории немецкого кино, включая изгнание в Голливуд в эпоху национал-социалистов, например, киноафиши, фотографии, костюмы, архитектурные эскизы, реквизит. Особое внимание уделено актрисе Марлен Дитрих, которая имела обширную частную коллекцию.
С 1 июня 2006 года музей пополнился музеем телевидения. Название учреждения было изменено на Deutsche Kinemathek — Музей кино и телевидения.
В дополнение к постоянной экспозиции демонстрируются специальные выставки.